# XPO6
XPO6‏ (Exportin 6) هوَ بروتين يُشَفر بواسطة جين XPO6 في الإنسان.